# 楊渥
楊 渥（よう あく）は、十国呉の第2代王。太祖楊行密の長男。呉の君主の一人と認められているが、その在位中には呉王と名乗っていなかった。

## 生涯
楊行密の在位時には牙内諸軍使で、その晩年に病が重くなると宣州観察使となった。
天祐2年（905年）、父が死去すると跡を継ぎ、唐から淮南節度使・東南諸道行営都統・侍中・弘農郡王に任じられた。
楊渥は遊興にふけり、左衙指揮使張顥と右衙指揮使徐温の諫言を聞かず、父の代からの旧臣を威圧したため、天祐4年（907年、既に唐は滅びていたが、呉は後梁を認めていなかったため、唐の年号を使い続けていた）、張顥と徐温はクーデターを起こし、権力を奪取した。翌年に両者に殺害された。
死後、威王と諡されたが、弟の楊隆演が呉王になると改めて景王と諡された。廟号は烈祖（『新五代史』では烈宗とする）。楊溥の時期に景帝の諡号で追尊された。